# Пелюстка

Схематичне зображення квітки у розтині:
1 Квітколоже
2 Чашолисток
3 Пелюстки
4 Тичинки
5 Маточка

Пелю́стка або пелюсто́к (лат. pétalum від дав.-гр. πέταλον — «листок», «квітка») — внутрішній листок оцвітини у квітці покритонасінних рослин. У спеціалізованій ботанічній літературі часто вживають синонім листо́чок оцві́тини. Сукупність пелюсток квітки називають віно́чком (лат. corolla). Пелюстки розташовуються усередині чашечки.

## Структура
Кількість пелюсток у віночку буває різна. Розвиток пелюсток може бути пов'язаний із вегетативними листками, але у більшості видів вони мають вигляд збільшених стерильних тичинок. Біля основи пелюсток іноді утворюються додаткові структури, які називають приквітками. Як і чашолистки, пелюстки віночка можуть зростатися одна з одною краями або залишатися вільними.

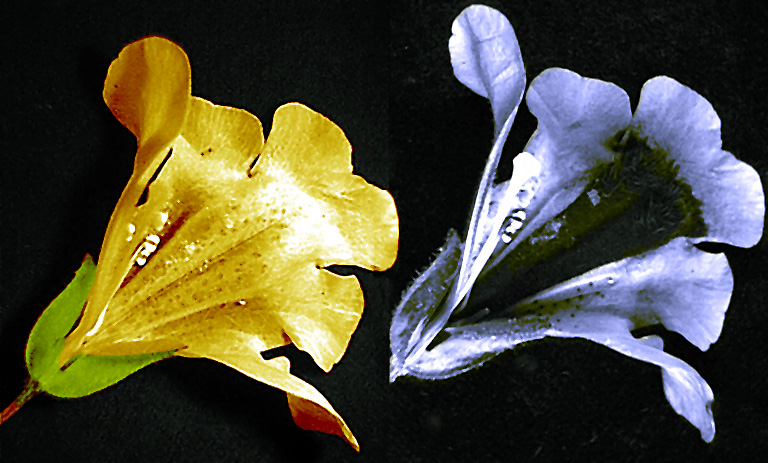
Квітка при сонячному світлі (зліва) та в ультрафіолеті (справа), темна область на правому знімку — детектор нектару.

Віночок, як правило, найпомітніша частина квітки, відрізняється від чашечки більшими розмірами, різноманітністю забарвлення та форми. Зазвичай саме віночок визначає зовнішній вигляд квітки. Забарвлення пелюсток віночка визначають різні пігменти: антоціани (рожевий, червоний, синій, фіолетовий), каротиноїди (жовтий, помаранчевий, червоний), антохлор (лимонно-жовтий), антофеін (коричневий). Біле забарвлення пов'язане з відсутністю будь-яких пігментів та відбиттям світлових променів. Чорного пігменту не буває, а дуже темне забарвлення квітів можна отримати зі згущених темно-фіолетових та темно-червоних кольорів. Віночки деяких рослин в ультрафіолетовому світлі виглядають інакше, ніж у видимому — мають різні візерунки, плями, лінії. Все це можуть бачити бджоли, для яких різнозабарвлені в ультрафіолеті ділянки служать детекторами нектару.
Аромат квіток створюють летючі речовини, головним чином ефірні олії, що утворюються в клітинах епідерми пелюсток та листків оцвітини, а у деяких рослин — в осмофорах (особливих залозах різної форми, мають секреторну тканину). Ефірні олії, що виділяються, зазвичай одразу випаровуються.
Роль віночка полягає в залученні комах-запилювачів. Крім того, віночок відбиває частину спектра сонячних променів і, таким чином, вдень охороняє тичинки й маточки від перегрівання, а коли закривається на ніч, то створює камеру, що перешкоджає їх охолодженню або пошкодженню холодною росою. Часто пелюстки, спрямовані донизу, збільшені в розмірах, мають відмінний від інших колір та утворюють «посадковий майданчик» для комах (наприклад, у фіалок, орхідей) або сховища пилку.

## Термінологія
Термінологія походить з робіт Карла Ліннея, який ввів її у 1735 році замість колишнього загального терміна Flos («квітка»).
Українське слово пелюстка є похідним від незасвідченого *пелістка, що виникло внаслідок метатези зі слова лепістка, спорідненого з д.-рус. лєпєнь.